# 2665 Schrutka
2665 Schrutka eller 1938 DW1 är en asteroid i huvudbältet, som upptäcktes den 24 februari 1938 av den tyske astronomen Alfred Bohrmann i Heidelberg. Den har fått sitt namn efter den österrikiske astronomen Guntram Schrutka-Rechtenstamm.
Asteroiden har en diameter på ungefär 5 kilometer och den tillhör asteroidgruppen Flora.